# Lycopodiella margueritae
Lycopodiella margueritae är en lummerväxtart som beskrevs av J.G. Bruce. Lycopodiella margueritae ingår i släktet strandlumrar, och familjen lummerväxter. Inga underarter finns listade i Catalogue of Life.